# Hr.Ms. Ameland (1942)
De Hr.Ms. Ameland (FY 231) ex HMS MMS 231 was een Nederlandse mijnenveger van het type MMS 105 die ook wel Mickey's werden genoemd. Het schip werd gebouwd door de Britse scheepswerf J.W. & A. Buckham in Brixham. Hetzelfde jaar nog dat het schip gebouwd werd, werd het in dienst genomen bij de Nederlandse marine. Tijdens de Tweede Wereldoorlog voerde het schip mijnenveegoperaties uit in Britse wateren.

## De Ameland na de Tweede Wereldoorlog
De mijnenveger overleefde de Tweede Wereldoorlog en bleef tot 1957 in dienst bij de Nederlandse marine. Na de uitdienstname werd de Ameland in bruikleen gegeven aan het Zeekadetkorps Nederland.